# Lisa Franchetti

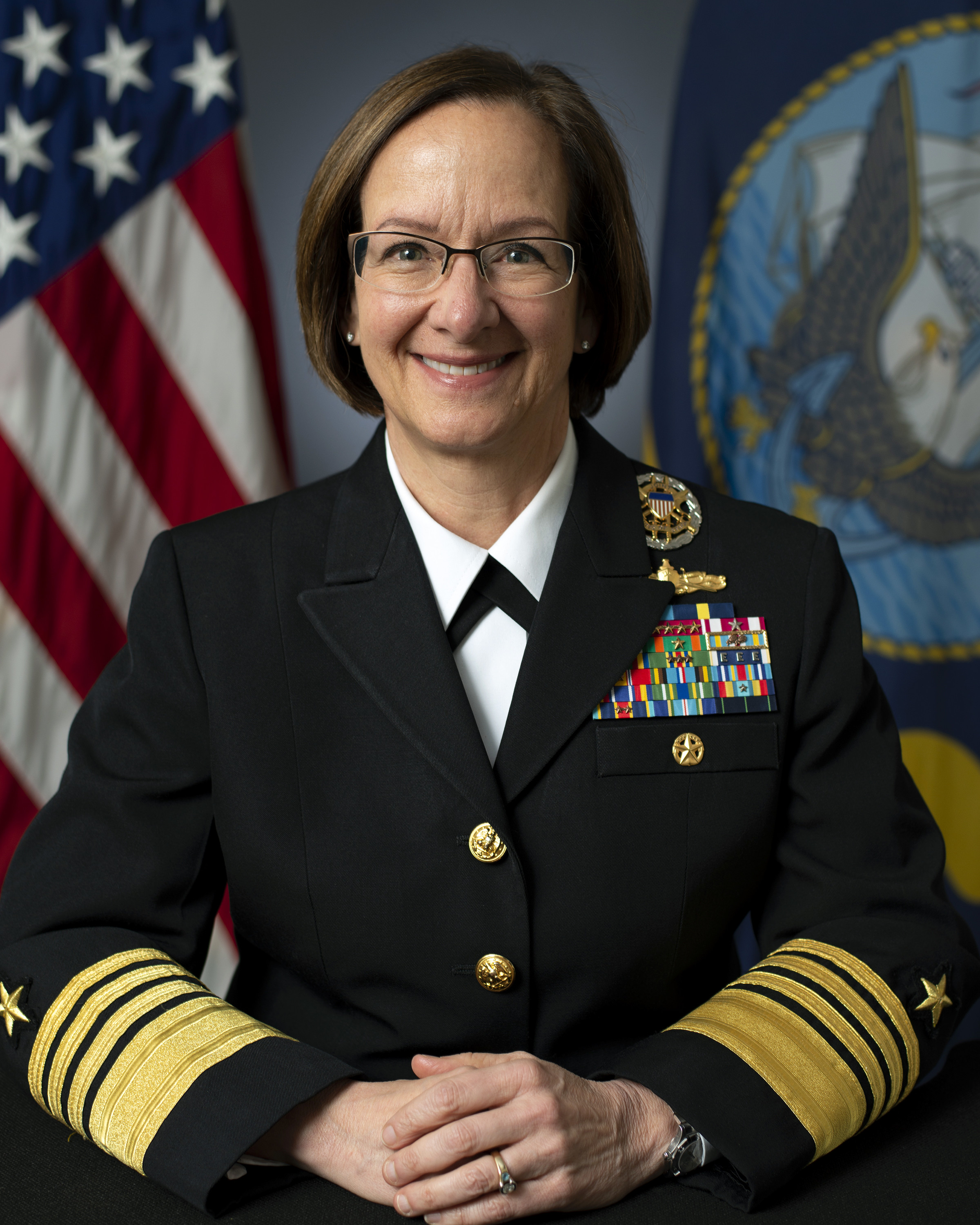
Lisa M. Franchetti (2022)

Lisa Marie Franchetti (* 25. April 1964 in Rochester, New York) ist ein weiblicher US-amerikanischer Marineoffizier im Range eines Admirals. Von November 2023 bis Februar 2025 hatte sie als Chief of Naval Operations (CNO) das operative Kommando der United States Navy inne und war damit deren ranghöchste Offizierin. Zuvor war sie bereits seit  August 2023 geschäftsführend in dieser Dienststellung tätig gewesen. Sie war die erste Frau, welche die US-Marine operativ führte, und das erste weibliche Mitglied der Joint Chiefs of Staff.

## Biographie
Franchetti ist Absolventin der Northwestern University und erwarb einen Bachelor of Science in Journalismus.
Gleichzeitig besuchte sie das Reserve Officer Training Corps und erhielt mit Abschluss das Offizierspatent als Ensign der US Navy.
Später erwarb sie einen Master in Organisationsmanagement der University of Phoenix. Im Anschluss daran wurde Franchetti unter anderem auf verschiedenen Zerstörern eingesetzt. Später kommandierte sie den Lenkwaffenzerstörer Ross und die Destroyer Squadron 21 von Bord des Trägers John C. Stennis aus. An Land diente sie in verschiedenen Stäben und übernahm Beratungsaufgaben. Als Flaggoffizierin folgte unter anderem das Kommando über die United States Naval Forces Korea in Südkorea sowie Kommandos über die Träger-Kampfgruppen 9 und 15. Im Anschluss daran übernahm Franchetti das Kommando über die sechste Flotte im Mittelmeer und war schließlich stellvertretende Kommandeurin der US-amerikanischen Marinestreitkräfte in Europa und Afrika.
Am 2. September 2022 wurde sie Vice Chief of Naval Operations.
Mitte Juli 2023 wurde Franchetti von US-Präsident Joe Biden als neue Chief of Naval Operations nominiert.
Am 14. August 2023 wurde sie geschäftsführend CNO, nachdem ihr Vorgänger Michael M. Gilday in den Ruhestand versetzt wurde. Am 2. November 2023 wurde ihre Nominierung schließlich vom Senat der Vereinigten Staaten bestätigt. Seitdem übte sie die Dienststellung regulär aus. Franchetti war nach Linda L. Fagan, Commandant of the Coast Guard, die zweite Frau, die eine US-amerikanische Teilstreitkraft operativ führte, und zudem als erste Frau Mitglied der Joint Chiefs of Staff. Am 22. Februar 2025 wurde sie von Verteidigungsminister Pete Hegseth entlassen.
Franchetti ist verheiratet und hat eine Tochter.

## Auszeichnungen (Auswahl)
- Defense Distinguished Service Medal
- Navy Distinguished Service Medal
- Defense Superior Service Medal (zweifach)
- Legion of Merit (fünffach)
- Meritorious Service Medal (sechsfach)
- Navy & Marine Corps Commendation Medal (vierfach)
- Navy & Marine Corps Achievement Medal (zweifach)